# Gustavssvärd

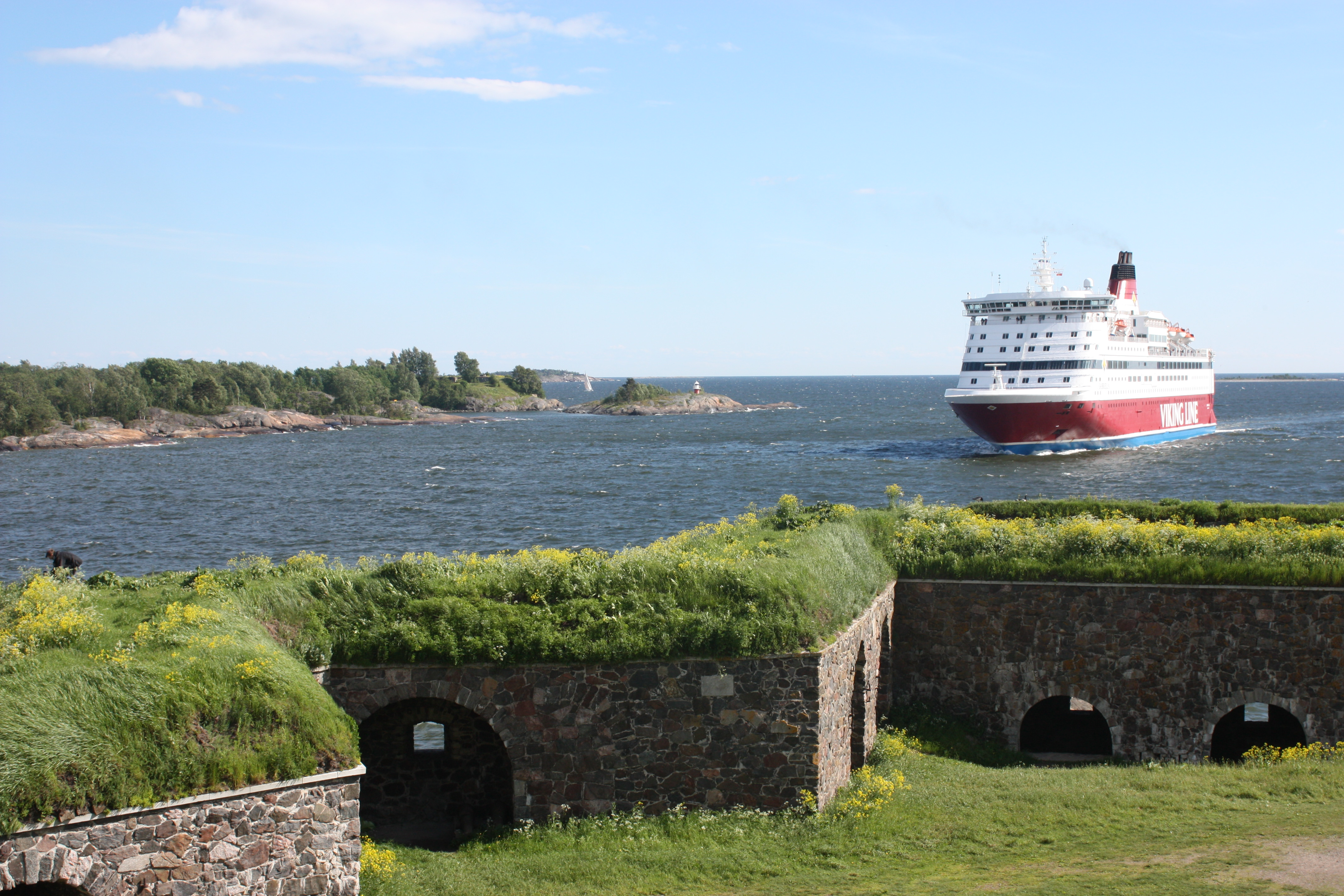
M/S Gabriella på väg in i det smala Gustavsvärdssundet.

Gustavssvärd (finska Kustaanmiekka) är en ö och en bastion på Sveaborg i Helsingfors stad. Vanligtvis kallas det bredvidliggande sundet, Gustavssvärdssundet, endast Gustavssvärd. 
Gustavssvärd är en av åtta öar som utgör stadsdelen Sveaborg. Ön är idag en halvö förbunden med Vargön och ligger vid huvudinloppet till Helsingfors och var ett av dess främsta försvarsverk. Enligt traditionen har fästningen fått sitt namn av kronprins Gustav, sedermera Gustav III, som föddes under byggnadsskedet.